# Fu Hao

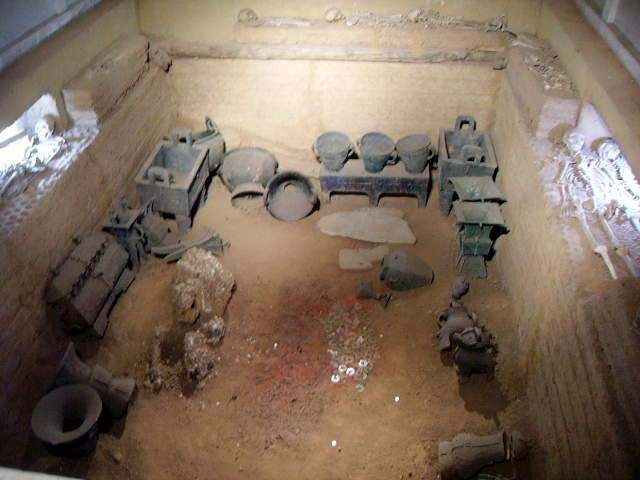
Tumba de Fu Hao.

La dama Hǎo (en chino simplificado: 妇好, en chino tradicional: 婦好, en pinyín: Fù Hǎo, fallecida en el año 1200 a. C.), también conocida como dama Zǐ, a título póstumo Bǐ Xīn (妣辛) o Mǔ Xīn (母辛), fue reina, suma sacerdotisa y general del ejército chino. También fue esposa del rey Guerrero Ding de la Dinastía Shang.
La Tumba de dama Hǎo fue descubierta intacta en Ruinas Yīn, con tesoros como bronces y jades, siendo además enterrada en un rico féretro barnizado. Las Ruinas Yīn está situado cerca de la actual ciudad de Anyang en la provincia china de Henan.

## Biografía
Poco se sabe de la primeros años de Fu Hao. Lo que sí se sabe es que el rey Wu Ding para cultivar buenas relaciones con las tribus vecinas decidió casarse con una mujer de cada una de ellas. Fu Hao (que era una de las 60 esposas del rey) entró en la casa real a través del matrimonio y aprovechó la sociedad esclavista semi-matriarcal para subir en el escalafón. Fu Hao es conocida por los estudiosos modernos sobre todo por las inscripciones en artefactos de hueso desenterrados en el oráculo de Yin Xu.
Según las inscripciones oraculares, la dama Hǎo dirigió campañas militares de gran envergadura. En la placa H.J. 39902 se registra que antes de una conquista se reclutaron 3.000 soldados bajo su mando directo y otros 10.000 para el ejército general, formando así un contingente de 13.000 efectivos, la mayor fuerza documentada en toda la dinastía Shang. Entre las batallas más destacadas se encuentra la contra el estado de Jié 㔾 (o Bā 巴), descrita en H.J. 6480, donde se planificó una emboscada a gran escala: el rey Guerrero Ding atacaría desde el este mientras la dama Hǎo, junto con Guó de Zhǐ, avanzaría desde el norte para empujar al enemigo hacia el círculo de emboscada previamente establecido, posiblemente la primera emboscada de esta magnitud registrada en la historia china.
Los Tu-Fang habían luchado contra los Shang durante generaciones hasta que fueron finalmente derrotados por Fu Hao en una sola batalla decisiva. Otras campañas militares se sucedieron contra las tribus vecinas: Yi, Qiang, etc., esta última batalla es particularmente recordada como la primera prueba de una emboscada a gran escala en la historia china. Con un máximo de 13.000 soldados y generales importantes bajo su mando, Fu Hao era la líder militar más poderosa de su tiempo. Esta situación altamente inusual es confirmada por las muchas armas, incluidas las grandes hachas de guerra desenterradas en su tumba.
Aunque el rey Shang ejerce el control último sobre cuestiones rituales, que eran la actividad política más importante del día, las inscripciones de los oráculos de hueso muestran que Fu Hao llevaba a cabo rituales especiales y las ceremonias sacrificiales, que en la China de aquella época incluían víctimas humanas. El objeto de los sacrificios era aplacar la cólera del cielo, honrar a los antepasados y ser favorecido en las batallas. Esto era muy inusual para una mujer de aquella época, y demuestra que el rey tuvo una gran confianza en su esposa. Los vasos de sacrificio de bronce y caparazones de tortuga inscritos preparados por Fu Hao descubiertos en su tumba evidencian aún más su estatus como gran sacerdotisa del oráculo.
En las inscripciones óseas se registran numerosas consultas realizadas por el rey Guerrero Dīng sobre el embarazo, el parto y el sexo de los hijos de la dama Hǎo. Los textos muestran que el monarca buscó en repetidas ocasiones la bendición de ancestros y dioses, llegando incluso a ordenar sacrificios específicos para favorecer la concepción y proteger a la madre y al hijo. De estos registros se desprende que la dama Hǎo dio a luz al menos a dos hijas y un hijo, cuyas fechas de nacimiento figuran en las adivinaciones, lo que revela su papel central en la sucesión real.
Fu Hao murió antes que el rey Wu Ding, por lo que éste construyó una tumba para ella en el borde del cementerio real de su capital, Yin. El rey más tarde hizo muchos sacrificios con la esperanza de invocar su ayuda espiritual en la derrota contra los atacantes Falun, que amenazaban con destruir completamente a los Shang.
La tumba de la dama Hao fue descubierta por arqueólogos en 1976. Corresponde a la tumba n.º 5 de las ruinas de Yīn, en Anyang. En su interior se hallaron abundantes objetos funerarios, entre ellos vasos rituales de bronce, piezas de jade y numerosas armas —incluido un gran hacha de guerra de bronce— que reflejan tanto su alto rango como su papel destacado en el ámbito militar.